# Újléta
Újléta là một thị trấn thuộc hạt Hajdú-Bihar, Hungary. Thị trấn này có diện tích 30,41 km², dân số năm 2010 là 1052 người, mật độ 35 người/km².